# Århus Håndbold
Århus Håndbold var en dansk herrehåndboldklub, der blev  etableret i foråret 2001 under navnet Århus GF, som en overbygning af de traditionsrige Aarhus-klubber AGF, Brabrand IF, VRI samt Århus KFUM/Hasle. I 2010 skiftede klubben navn til Århus Håndbold, og klubben spillede i det meste af sin eksistens i Håndboldligaen med Brabrand IF som andethold. Klubbens hjemmekampe blev spillet i Ceres Arena i Aarhus. 
Klubben kæmpede i det sidste års tid med økonomien, og efter afslutningen af grundspillet i 2021 blev klubben begæret konkurs. I forbindelse hermed blev spillerne fritstillet, og Århus Håndbold fusionerede med naboerne fra Skanderborg Håndbold under navnet Skanderborg Aarhus Håndbold.

## Historie
Århus GF spillede flere gange i europæiske turneringer. Højdepunktet kom i 2005, hvor klubben spillede Champions League og nåede frem til 1/8-finalerne. Største højdepunkt i den hjemlige håndboldliga var i sæsonen 2004-2005, hvor holdet sluttede på en andenpladsen. De gode resultater kom i en periode, hvor den tidligere danske landsholdsspiller Erik Veje Rasmussen var cheftræner. Han kom til klubben i sommeren 2003 og blev som træner indtil afslutningen af sæsonen 2008-09, hvor han måtte stoppe af helbredshensyn (han havde været sygemeldt i perioder den sidste sæson). Hans efterfølger blev René Hamann-Boeriths, som havde en lang karriere i både ind- og udland, men hans karriere blev kort i klubben, og allerede i foråret 2010 blev han erstattet af Veje Rasmussen, der var frisk igen. 
Århus Håndbold var eliteansvarlig på ungdomssiden og drev i samarbejde med klubberne Skovbakken, VRI, HEI, Viby IF, AGF Håndbold og Brabrand IF byens førende U/18-hold, som blandt andet vandt det danske mesterskab i 2012, 2014 og 2015.
Århus GF valgte i 2004 at indgå i Aarhus Elite sammen med flere andre af byens topklubber, men med dette selskabs betydelige underskud i regnskabsåret 2008/09 blev der skåret i aktiviteterne, og i den forbindelse blev Århus GF en selvstændig enhed pr. 25. februar 2010. For at markere bruddet med Aarhus Elite skiftede klubben ved sæsonafslutningen navn til Århus Håndbold, idet Århus GF navnemæssigt lå for tæt på fodboldklubben AGF.

## Ledere
| Pos.             | Navn                |
| ---------------- | ------------------- |
| Cheftræner       | Erik Veje Rasmussen |
| Assistent træner | Simon Sørensen      |
| Holdleder        | Kenneth Slavensky   |
| Fysioterapeut    | Morten Frank        |

## Sæson
| Sæson     | Liga Position | Vindernes Slutrunde | Slutspil | Noter |
| --------- | ------------- | ------------------- | -------- | ----- |
| 2001/2002 | 11            |                     |          |       |
| 2002/2003 | 3             |                     |          |       |
| 2003/2004 | 7             |                     |          |       |
| 2004/2005 | 2             |                     | 2        |       |
| 2005/2006 | 6             |                     |          |       |
| 2006/2007 | 5             |                     |          |       |
| 2007/2008 | 2             |                     | 3        |       |
| 2008/2009 | 9             |                     |          |       |
| 2009/2010 | 10            |                     |          |       |
| 2010/2011 | 4             | 4                   |          |       |
| 2011/2012 | 8             | 3                   |          |       |
| 2012/2013 | 6             | 3                   |          |       |
| 2013/2014 | 7             | 4                   |          |       |
| 2014/2015 | 8             | 4                   |          |       |
| 2014/2015 | 2             | 4                   |          |       |
| 2014/2015 | 9             |                     |          |       |

## Europæisk håndbold

### EHF Champions League
| Sæson   | Runde      | Klub                 | Hjemmebane | Udebane | Samlet | Kommentar |
| ------- | ---------- | -------------------- | ---------- | ------- | ------ | --------- |
| 2005-06 | Gruppespil | Haukar Hafnarfjördur | 28-27      | 34-21   | 62-48  | -         |
| 2005-06 | Gruppespil | Torggler Group Meran | 35-28      | 31-37   | 66-65  | -         |
| 2005-06 | Gruppespil | RK Gorenje Velenje   | 27-25      | 28-27   | 55-52  | -         |
| 2005-06 | 1/8 Finale | MKB Veszprém KC      | 21-30      | 28-31   | 49-61  | -         |

### EHF Cup
| Sæson   | Runde      | Klub                        | Hjemmebane | Udebane | Samlet | Kommentar |
| ------- | ---------- | --------------------------- | ---------- | ------- | ------ | --------- |
| 2003-04 | 2. Runde   | HC Kehra Tallinn            | 38-27      | 34-24   | 70-51  |           |
| 2003-04 | 3. Runde   | Boavista FC                 | 39-24      | 36-25   | 75-49  | -         |
| 2003-04 | 1/8 Finale | Lukoil-Dynamo Astrakhan     | 30-31      | 39-25   | 55-70  | -         |
| 2007-08 | 2. Runde   | HC Dukla Praha              | 38-29      | 38-33   | 76-62  | -         |
| 2007-08 | 3. Runde   | TBV Lemgo                   | 32-33      | 29-30   | 61-63  | -         |
| 2008-09 | 3. Runde   | A.S.D. Pallamano Conversano | 39-30      | 23-26   | 62-56  | -         |
| 2008-09 | 1/8 Finale | J.D. Arrate                 | 21-27      | 25-20   | 46-47  | -         |
| 2013-14 | 3. Runde   | HC Zomimak                  | 29-26      | 24-33   | 59-53  | -         |

### Cup Winners Cup
| Sæson   | Runde       | Klub                     | Hjemmebane | Udebane | Samlet | Kommentar |
| ------- | ----------- | ------------------------ | ---------- | ------- | ------ | --------- |
| 2011-12 | 3. Runde    | MSK Hlohovec             | 34-34      | 31-21   | 65-55  | -         |
| 2011-12 | 1/16 Finale | HC Celje Pivovarna Lasko | 22-23      | 24-26   | 46-49  | -         |